# Karviná
Karviná (în poloneză Karwina, în germană Karwin) este un oraș din regiunea Moravia-Silezia (estul Cehiei), la granița cu Polonia. Este situat pe malul râului Olše și are o populație de 50.172 de locuitori.